# داون الشمالية (دائرة انتخابية في المملكة المتحدة)
داون الشمالية (بالإنجليزية: North Down)‏ هي إحدى الدوائر الانتخابية في المملكة المتحدة الممثلة في مجلس العموم في برلمان المملكة المتحدة.
عضو البرلمان الذي يمثلها حالياً هو :Lady Sylvia Hermon (UU).